# René Mägli
René Mägli (* 1950) ist ein Schweizer Manager.
Mägli ist CEO des Unternehmens MSC Basel, der Schweizer Tochtergesellschaft der Reederei MSC, der zweitgrössten Frachtreederei der Welt. Über Mägli wurde in Medien umfangreich berichtet, weil er (fast) nur Frauen einstellt; ausser ihm sind in dem von ihm geleiteten Unternehmen nur Frauen beschäftigt, insgesamt um die einhundert Mitarbeiterinnen.
Laut Mägli „eignen sich Frauen besser für ein Dienstleistungsunternehmen“ als Männer. „Sie bringen mehr Profit.“ Frauen würden besser kommunizieren und besser zusammenarbeiten. Mägli hält zugleich nichts von einer Frauenquote für Unternehmen.
Zahlreiche seiner Mitarbeiterinnen arbeiten in Teilzeit, ausserdem gibt es nach Aussage von Mägli nur sehr wenig Fluktuation.